# HMS Auriga
Le HMS Auriga (pennant number : P419) était un sous-marin britannique de classe Amphion de la Royal Navy. Il fut construit par Vickers-Armstrongs et lancé le 29 mars 1945.

## Conception
Comme tous les sous-marins de classe Amphion, le HMS Auriga avait un déplacement de 1 360 tonnes à la surface et de 1 590 tonnes lorsqu’il était immergé. Il avait une longueur totale de 89,46 m, un maître-bau de 6,81 m et un tirant d'eau de 5,51 m. Le sous-marin était propulsé par deux moteurs diesel à huit cylindres Admiralty ML développant chacun une puissance de 2 150 ch (1 600 kW). Il possédait également quatre moteurs électriques, produisant chacun 625 ch (466 kW) qui entraînaient deux arbres d'hélice. Il pouvait transporter un maximum de 219 tonnes de gazole, mais il transportait habituellement entre 159 et 165 tonnes.
Le sous-marin avait une vitesse maximale de 18,5 nœuds (34,3 km/h) en surface et de 8 nœuds (15 km/h) en immersion. Lorsqu’il était immergé, il pouvait faire route à 3 nœuds (5,6 km/h) sur 90 milles marins (170 km) ou à 8 nœuds (15 km/h) sur 16 milles marins (30 km). Lorsqu’il était en surface, il pouvait parcourir 15200 milles marins (28 200 km) à 10 nœuds (19 km/h) ou 10500 milles marins (19 400 km) à 11 nœuds (20 km/h). Le HMS Auriga était équipé de dix tubes lance-torpilles de 21 pouces (533 mm), d’un canon naval QF de 4 pouces Mk XXIII, d’un canon de 20 mm Oerlikon et d’une mitrailleuse Vickers de .303 British. Ses tubes lance-torpilles étaient montés à la proue et la poupe, et il pouvait transporter vingt torpilles. Son effectif était de soixante et un membres d’équipage.

## Engagements
Le HMS Auriga fut construit par Vickers-Armstrongs à Barrow-in-Furness. Sa quille fut posée le 7 juin 1944, il est lancé le 29 mars 1945 et mis en service le 12 janvier 1946.
Son insigne représente un aurige de la Grèce antique, avec casque et bouclier, conduisant son char dans le ciel, au-dessus de la devise « DIRIGIT ASTRUM » (il dirige les astres).
En 1953, il a participé à la Revue de la flotte pour célébrer le couronnement de la reine Élisabeth II.
Le HMS Auriga fait l'objet d'une refonte à la fin des années 1950, à l'issue il ne lui reste plus comme armement que 6 tubes lance-torpilles de 21 pouces. Il reçoit un numéro de fanion OTAN « S69 » puis « S09 ». Ce dernier sera plus tard affecté au HMS Oberon.
En mars 1961, le sous-marin faisait partie des navires qui ont participé à un exercice naval combiné avec la United States Navy au large de la Nouvelle-Écosse. Le Auriga a quitté le Canada le 25 avril 1961 après avoir terminé une tournée de 18 mois avec la sixième division de sous-marins à Halifax, en Nouvelle-Écosse.
Le 12 février 1970, le HMS Auriga a subi une explosion de batterie alors qu’il participait à des exercices de l’OTAN dans la région de Gibraltar. Par chance, le navire était alors en surface, et le souffle de l’explosion a pu s’évacuer via l’écoutille du kiosque. S’il avait été en plongée, il aurait pu connaître le même sort funeste que son sister-ship le HMS Affray. Les dommages internes ont quand même été graves et 10 hommes ont été blessés, mais le navire a pu rejoindre le port et se mettre en sécurité. Le commandant, le Lieutenant commander C .J. Meyer, RN, l’officier ingénieur, cinq matelots nommément désignés et le reste de l’équipage reçoivent le 19 juin 1970 une citation du contre-amiral J. C. Roxborough pour leur professionnalisme, leur courage et leur calme durant cet incident.
Vendu pour la ferraille le 14 novembre 1974, le HMS Auriga est ferraillé à Newport en février 1975.